# کیوک راموس
کیوک راموس (انگلیسی: Quique Ramos؛ زادهٔ ۷ مارس ۱۹۵۶) بازیکن فوتبال اهل اسپانیا است.
از باشگاه‌هایی که در آن بازی کرده‌است می‌توان به باشگاه فوتبال رایو وایکانو، باشگاه فوتبال اتلتیکو مادرید، و باشگاه فوتبال اتلتیکو مادرید بی اشاره کرد.
وی همچنین در تیم‌های ملی فوتبال زیر ۲۱ سال اسپانیا، زیر ۲۳ سال اسپانیا، Spain national amateur football team, Spain B national football team، و اسپانیا بازی کرده‌است.